# تپه یوخاری قلعه
تپه یوخاری قلعه مربوط به دوران‌های تاریخی پس از اسلام است و در شهرستان قروه، بخش چهاردولی، روستای بابا شیدالله واقع شده و این اثر در تاریخ ۲۵ اسفند ۱۳۷۹ با شمارهٔ ثبت ۳۵۸۵ به‌عنوان یکی از آثار ملی ایران به ثبت رسیده است.